# Parc d'État de Waccasassa Bay Preserve
Le Parc d'État de Waccasassa Bay Preserve est un parc de Floride. Il protège 124 km² de marais salant le long de la baie de Waccasassa, s'étendant de Cedar Key et de Yankee Town, et n'est accessible que par bateau. 

## Faune
Il abrite de nombreuses espèces de poissons et de crustacés d'eau salée, ainsi que de nombreuses espèces en voie de disparition et menacées, notamment les lamantins, les alligators, les pygargues à tête blanche et les ours noirs. 

## Accès
Certains points d'accès se trouvent à partir de la County road 40 dans la ville de Yankee, en bateau sur la rivière Waccasassa à partir de la communauté de Gulf Hammock et de Cedar Key. 